# Turnaj LIHG 1914
Hokejový turnaj v Chamonix (Coupe de Chamonix) se konal od 20. do 22. ledna 1914. Turnaje se zúčastnila čtyři mužstva, která se utkala jednokolově systémem každý s každým. Jednotlivé země reprezentovali: Británii Prince’s IHC London, Německo Berliner SC, Francii CP Paris a Čechy SK Slavia (Český svaz hockeyový).

## Výsledky a tabulka
|    |                | GBR | GER | FRA | BOH | V | R | P | Skóre | B |
| 1. | Velká Británie | —   | 3:2 | 3:0 | 9:2 | 3 | 0 | 0 | 15:4  | 6 |
| 2. | Německo        | 2:3 | —   | 0:0 | 4:2 | 1 | 1 | 1 | 6:5   | 3 |
| 3. | Francie        | 0:3 | 0:0 | —   | 1:1 | 0 | 2 | 1 | 1:4   | 2 |
| 4. | Čechy          | 2:9 | 2:4 | 1:1 | —   | 0 | 1 | 2 | 5:14  | 1 |

  Francie -  Čechy 1:1 (1:0, 0:1)
20. ledna 1914 – Chamonix

Branka Francie: Alfred de Rauch.

Branka Čech: Jaroslav Jirkovský.
 Německo -  Velká Británie 2:3 (2:1, 0:2)
20. ledna 1914 – Chamonix

Branky Německa:Franz Lange, Nils Molander. 	

Branky Velké Británie: 2x Howard Webster, Guy Clarkson.
 Německo –  Čechy 4:2 (2:1, 2:1)
21. ledna 1914 – Chamonix

Branky Německa: 4x Franz Lange.

Branky Čech: 2x Jaroslav Jirkovský.
 Francie –  Velká Británie 0:3 (0:2, 0:1)
21. ledna 1914 – Chamonix

Branky Velké Británie: Guy Clarkson, Alfred Goodale, Howard Webster.
 Čechy –  Velká Británie 2:9 (0:6, 2:3)
22. ledna 1914 – Chamonix

Branky Čech: 2x Josef Šroubek. 

Branky Velké Británie: 3x Guy Clarkson, 6x Howard Webster.
 Francie –  Německo  0:0 
22. ledna 1914 – Chamonix

## Soupisky
1.  Velká Británie

Brankář: Matthew Agar.

Hráči: Guy Clarkson, Alfred Goodale, Frederick Hutchinson, Robert Le Cron, Peter Patton, Arthur Sullivan, Howard Webster.
2.  Německo

Brankář: Arthur Boak.

Hráči: Hans Georgii, Werner Glimm, Bruno Grauel, Charles Hartley, Max Holsboer, Franz Lange, Nils Molander (SWE), Johan Ollus (FIN), Alfred Steinke.
3.  Francie

Brankář: Robert George. 

Hráči: André Brasseur, Pierre Charpentier, Jacques Chaudron, Alfred de Rauch, Robert Lacroix, Robert Masson, Robert Simond, Murray Taylor (USA).
4.  Čechy

Brankář: Karel Wälzer.

Hráči: Jan Fleischmann, Jan Palouš, Miloslav Fleischmann, Jaroslav Jirkovský, František Rublič, Josef Rublič, Josef Šroubek.